# Легкоступова, Валентина Валерьевна
Валентина Валерьевна Легкосту́пова (30 декабря 1965, Хабаровск — 14 августа 2020, Москва) — советская и российская эстрадная певица, заслуженная артистка Российской Федерации (2001).

## Биография
Валентина Легкоступова родилась 30 декабря 1965 года в Хабаровске. Отец — Валерий Владимирович Легкоступов, мать — Галина Ивановна Легкоступова. Когда ей было три года, семья переехала в Феодосию.
В 1985 году окончила Симферопольское музыкальное училище имени П. И. Чайковского (по классу скрипки).
С 1985 по 1990 год училась в Государственном музыкально-педагогическом институте имени Гнесиных в Москве на отделении эстрадного вокала профессора И. Д. Кобзона.
Дебют певицы на эстраде состоялся в 1985 году в городе Херсоне Украинской ССР — сольный концерт с группой под управлением Сени Сона.
30 июня 1986 года Валентина Легкоступова получила вторую премию 1-го Всесоюзного телевизионного конкурса молодых исполнителей советской эстрадной песни в городе Юрмале Латвийской ССР, где выступила с песнями «Берег счастья» (В. Данилин, С. Сон — И. Резник) и «Я всё равно надеюсь» (Маргарита Пушкина — Крис Кельми). В том же году начала сотрудничать с композитором Раймондом Паулсом («Двое», «В белых клавишах берёз» и другие песни).
С 1986 по 1992 год работала в Тульской областной филармонии.
В 1987 году участвовала в фестивале молодёжи в Чехословакии и в ПНР (Зелёна-Гура), записала самую популярную свою песню «Ягода-малина» (музыка В. Добрынина, слова М. Пляцковского), которая была впервые показана на Центральном телевидении в новогоднем «Голубом огоньке» 1 января 1987 года. В конце года песня также вышла в финал фестиваля «Песня года».
В 1988 году стала дипломантом конкурса «Сопот-88» (специальный приз жюри). В том же году появляются песни «Капля в море» и «Крымский пляж». В 1989 году гастролировала по ГДР в составе делегации от Министерства культуры, в 1990 году — по Африке вместе с группой Иосифа Кобзона. После перерыва в концертной деятельности, связанного с рождением в 1991 году дочери, с 1993 по 1995 год работала в «Театре эстрадной песни» под управлением Льва Лещенко.
В 1995 году выступала на фестивале русской песни в Болгарии.
По состоянию на 2001 год была солисткой Московского концертного объединения «Эстрада».
В 2007 году принимала участие в телешоу «Ты суперстар!».
В 2008 году выиграла в программе «Самый умный» на СТС.
В 2014 году Легкоступова переехала на постоянное место жительства на остров Тенерифе (Канарские острова, Испания). В основном занималась недвижимостью, но не прекращала концертную и преподавательскую деятельность.
В конце 2016 года артистка стала гостьей программы Юлии Меньшовой «Наедине со всеми». В августе 2016 года начал работу продюсерский центр Валентины Легкоступовой «VL Music».
В начале 2018 года переехала в Феодосию, где возглавила Феодосийский городской отдел культуры. В сентябре 2018 года покинула должность из-за конфликта с главой администрации: она была против исполнения песни «Подождём» (исполнитель — Игорёк), считая такое выступление неуместным на праздничном уличном концерте в городе Воинской славы, однако глава администрации настоял на обратном.

### Смерть
6 августа 2020 года Валентина Легкоступова была госпитализирована из своей квартиры в Москве с тяжёлой черепно-мозговой травмой, в больнице певица находилась в коматозном состоянии. По факту получения травм проводил проверку Следственный комитет.
Скончалась 14 августа 2020 года, в возрасте 54 лет в Москве. Причина смерти — полиорганная недостаточность. Прощание прошло 20 августа на Троекуровском кладбище. Тело было кремировано, информация о захоронении праха изначально отсутствовала. Часть праха, согласно воле Легкоступовой, развеяна над Чёрным морем, другая часть захоронена на Троекуровском кладбище (уч. № 19) 30 декабря 2020 года, в 55-й день рождения певицы.

## Награды
- Почётное звание «Заслуженная артистка Российской Федерации» (2001).

## Личная жизнь
Первый муж — Игорь Кушнарёв, музыкант. Дочь — Анэтта Кушнарёва (в замужестве Бриль) (род. 3 января 1991), певица. Внучки — Николь (род. 2014) и Аврора (род. 2015).
Второй муж — Алексей Григорьев, сын звукоимитатора и режиссёра Юрия Григорьева. Сын — Матвей (род. 28 февраля 2001).
Третий муж — Юрий Фирсов, советский и российский яхтсмен, мастер спорта международного класса, девятикратный чемпион России. За него она вышла замуж 4 июля 2020 года.

## Дискография
- 1989 — миньон «Валентина Легкоступова и группа „Телефон доверия“»
- 1994 — сборник песен «Ягода-малина»
- 2001 — «Я улыбаюсь»
- 2011 — «Мой милый»